# Natrix
Genre
Natrix est un genre de serpents de la famille des Natricidae.

## Répartition
Les espèces de ce genre se rencontrent de l'Europe jusqu'en Mongolie ainsi qu'en Afrique du Nord et dans quelques pays du Moyen-Orient.

## Liste des espèces
Selon The Reptile Database (10 mai 2020) :
- Natrix astreptophora (Seoane, 1885)
- Natrix helvetica (Lacépède, 1789) - Couleuvre helvétique
- Natrix maura (Linnaeus, 1758) - Couleuvre vipérine
- Natrix natrix (Linnaeus, 1758) - Couleuvre à collier
- Natrix tessellata (Laurenti, 1768) - Couleuvre tessellée

L'espèce Natrix megalocephala Orlov & Tuniyev, 1987 est désormais considérée comme synonyme de Natrix natrix.
Ainsi que les espèces fossiles :
- †Natrix longivertebrata Szyndlar, 1984
- †Natrix merkurensis Ivanov, 2002
- †Natrix mlynarskii Rage, 1988
- †Natrix sansaniensis (Lartet, 1851)

## Étymologie
Le nom de ce genre, natrix, vient du latin natator, « nageur », car ce sont de bonnes nageuses.

## Publication originale
- Laurenti, 1768 : Specimen medicum, exhibens synopsin reptilium emendatam cum experimentis circa venena et antidota reptilium austriacorum Vienna Joan Thomae p. 1-217 (texte intégral).